# Aeroporto de Manoel Ribas
O Aeroporto de Manoel Ribas - Águia Branca (ICAO: SSMR) é um aeródromo público brasileiro que serve o município de Manoel Ribas, no estado do Paraná. Possui uma pista com: 1200 x 30 metros, pavimentada e sinalizada. Suas coordenadas são -24º 31' 46" S/-51º 39' 06" W.
O aeroporto conta com um sistema de radiocomunicação de controle de voo, estrutura de balizamento noturno, comunicação de aproximação de visibilidade reduzida e hangar para abrigo de aviões de pequeno porte.